# Djungelprinia
Djungelprinia (Prinia sylvatica) är en fågel i familjen cistikolor inom ordningen tättingar som förekommer på Indiska subkontinenten. Den minskar i antal, men beståndet anses ändå vara livskraftigt.

## Utseende och läte
Djungelprinia är en 15 centimeter lång fågel med korta och rundade vingar, rätt lång stjärt, starka ben och en kort svart näbb. I häckningsdräkt är den gråbrun ovan med ett kort vitt ögonbrynsstreck och varmare brun övergump. Vingpennorna är rostkantade och stjärten har vita yttre stjärtpennor. Undersidan är beigevit. Vintertid är ovansidan mer brun och undersidan mer beige. Stjärten är också längre. Underarten valida i Sri Lanka (se nedan) behåller dock sommardräkten året om, inklusive den kortare stjärten, och saknar både det vita ögonbrynsstrecket och de vita i stjärten.

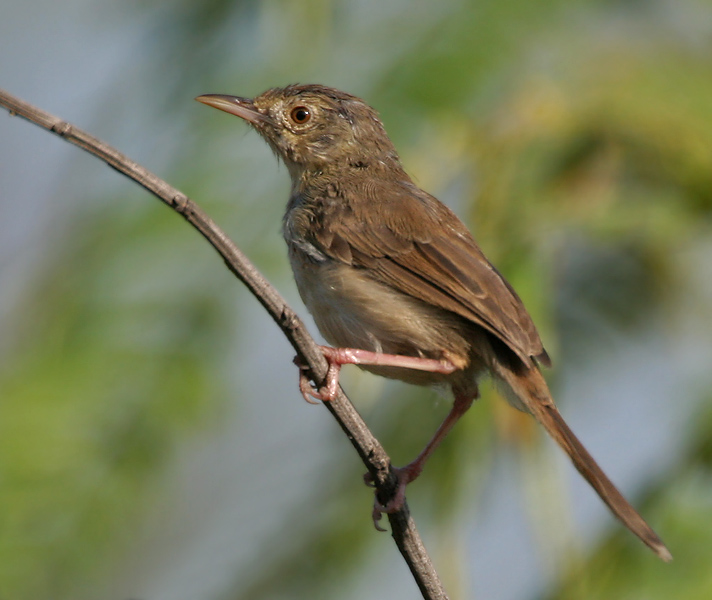
Djungelprinia i Hyderabad, Indien.

Sången är en repetitiv ramsa som på engelska återges pit-pretty, pit-pretty, pit-pretty.

## Utbredning och systematik
Djungelprinia delas in i fem underarter med följande utbredning:
- Prinia sylvatica insignis – nordvästra Indien (Rann of Kutch och Gujarat till West Rajasthan)
- Prinia sylvatica gangetica – terai i norra Nepal till norra Indien och Bangladesh
- Prinia sylvatica mahendrae – nordöstra Indien (Orissa)
- Prinia sylvatica sylvatica – Indiska halvön (norr till Madhya Pradesh och Maharashtra)
- Prinia sylvatica valida – Sri Lanka

### Familjetillhörighet
Cistikolorna behandlades tidigare som en del av den stora familjen sångare (Sylviidae). Genetiska studier har dock visat att sångarna inte är varandras närmaste släktingar. Istället är de en del av en klad som även omfattar timalior, lärkor, bulbyler, stjärtmesar och svalor. Idag delas därför Sylviidae upp i ett antal familjer, däribland Cisticolidae.

## Levnadssätt
Djungelprinian återfinns i torrt och öppet gräslandskap, öppen skog, buskmarker och ibland trädgårdar. Fågeln bygger sitt bo i en buske eller i högt gräs, där den lägger tre till fem ägg. Den är en insektsätare.

## Status och hot
Arten har ett stort utbredningsområde, men tros minska i antal, dock inte tillräckligt kraftigt för att den ska betraktas som hotad. IUCN kategoriserar därför arten som livskraftig (LC). Världspopulationen har inte uppskattats, men den betraktas som lokalt vanlig i Indien men ovanlig och mycket lokalt förekommande i Sri Lanka.

## Namn
Prinia kommer av Prinya, det javanesiska namnet för bandvingad prinia (Prinia familiaris). Fågelns vetenskapliga artnamn sylvatica är latin och betyder "tillhörande skog" (av sylva, "skog").